# Brækrod
Brækrod (Carapichea ipecacuanha) er en plante i familien Rubiaceae , der vokser i Sydamerika. Rødderne af planten tørres og anvendes som brækmiddel. Opkastningen skyldes den toksikologisk virkning af stofferne cephaelin og emitin. Den medicinske virkning af planten har været kendt tilbage til Inkariget.